# Lesní hospodářský plán
Lesní hospodářský plán (LHP) je výsledným dílem hospodářské úpravy lesů (HÚL). Jedná se o nástroj vlastníka lesa jako pomůcka k hospodaření. Vypracovává se pro lesní hospodářský celek (LHC), obvykle na časový horizont deseti let. 
Lesní hospodářské plány jsou legislativně zakotveny v paragrafech 24, 26 a 27 zákona č. 289/1995 Sb., o lesích a o změně některých zákonů (lesní zákon) 
a ve vyhlášce Ministerstva zemědělství České republiky č. 84/1996 Sb., o lesním hospodářském plánování.

## Historie
Podle dochovaných pramenů měly u nás vypracovány první LHP: schwarzenberské panství Chýnov u Tábora (1739), některé klášterní majetky (Tvořihráz u Znojma (1741)), a další. Do konce 18. století pak byla zařízena již asi pětina z celkové výměry našich lesů a ve státních lesích byly LHP zpracovávány už podruhé. Zařizování lesů pokračovalo i v 19. stol. ovšem bez právní úpravy. Povinnost vypracovávat LHP nebyla zakotvena ani v lesním zákoně č. 250/1852 říšského zákoníku, který například obsahoval zákaz pustošení lesů a nařizoval povinné zalesňování vykácených ploch. Zavedení lesních hospodářských plánů bylo ponecháno na zákonech zemských.
V Čechách nařizoval hospodařit podle LHP teprve zákon č. 11/1893 českého zemského zákoníku o dohledu nad obecními lesy. Obce s výměrou lesů menší, než 50 ha své lesy zařizovat nemusely, pokud byl jejich majetek v řádném stavu. Protože státní lesy byly do poloviny 19. století rozprodány na splácení státních dluhů z napoleonských válek a státní taxace byla převedena do Vídně, pro rozvoj HÚL až do začátku 20. století měly rozhodující význam zejména velké soukromé lesní majetky, které již tehdy mívaly vlastní zařizovací kanceláře.
Nejstarší tradici měly zařizovací služby liechtensteinská a schwarzenberská, vytvořené v polovině 19. století. Liechtensteinská služba měla zpravidla 12-15 zaměstnanců a zanikla v roce 1946. Schwarzenberská taxace mívala 7-11 pracovníků a její činnost skončila v roce 1950. Mezi další vlastnické taxační služby patřily také colloredo-mannsfeldská taxace, taxace olomouckého arcibiskupství, fürstenberská taxace, czerninská taxace a další. V letech 1920 až 1948 pod vlivem politických a hospodářských změn na území Česka postupně zanikaly.
Před rokem 1914 byly zařízeny asi 3/4 lesů na našem území. O významu HÚL pro lesní hospodářství svědčí hlavně to, že na zaměření lesů a zjišťování jejich stavu a stanovování trvale únosných těžeb vydávali značné částky peněz především soukromí majitelé lesů.
V roce 1918 převzalo samostatné Československo majetek bývalých rakouských státních lesů a statků o výměře necelých 10 000 ha. Současně konfiskovalo lesy bývalé císařské rodiny a lesy šlechtických nadací, takže se výměra státních lesů na našem dnešním území zvýšila na 109,9 tis. ha. Postupnou realizací první pozemkové reformy pak zabral (a vyplatil) stát zčásti nebo zcela lesy dalších velkostatků, čímž se rozloha státních lesů zvýšila před Mnichovem v roce 1938 na 390 tis. ha. Jejich řízením bylo pověřeno Generální ředitelství státních lesů a statků (GŘ SLS) v Praze, kterému podléhala Oblastní ředitelství (OŘ), postupně vznikající v Praze, v Brandýse nad Labem, Frýdku, Třeboni, Liberci a v Hodoníně. Každé Oblastní ředitelství mělo zařizovací oddělení, zajišťující HÚL v příslušné oblasti. V roce 1929 vydalo GŘ SLS návrh instrukce pro lesní hospodářská zařízení, který obsahoval řadu dodnes aktuálních prvků. Ačkoliv se podle něho úspěšně pracovalo, nebyl nikdy schválen.

## Legislativní podmínky vypracování LHP
Jeden plán se zpracovává pro lesy o maximální výměře 20 000 ha. Náklady vzniklé s pořízením LHP hradí vlastník. Z důvodu nároku na přiznání dotace je zpracování LHP i LHO veřejnou zakázkou.
Lesní zákon uvádí, že lesní hospodářský plán obsahuje ustanovení dvojího typu, závazná a doporučující.
Mezi podkladové materiály pro zpracování LHP patří zejména
- katastrální mapa – aktuální mapa katastru nemovitostí
- aktuální výpis z katastru nemovitostí
- identifikace PUPFL pozemků určených k plnění funkcí lesa (PUPFL)
- obrysová nebo porostní mapa z posledního platného LHP
- mapa hospodářská a státní mapa odvozená (SMO)
- geografická data polohopis a výškopis
- hospodářská kniha včetně databáze numerických dat
- všeobecná část hospodářské knihy
- oblastní plány rozvoje lesů (OPRL)
- záměry a požadavky vlastníka

## Obsah LHP
LHP má tři části:
- textovou
- hospodářskou knihu
- lesnické mapy

### Textová část LHP
Textová část LHP obsahuje zejména všeobecné údaje – tedy identifikaci vlastníka lesa, údaje o zpracovateli, platnost plánu, jeho platnost, orientační mapku apod.
Dále plán obsahuje údaje o přírodních poměrech – údaje o PLO, přehled SLT
Zhodnocení stavu lesů a dosavadního hospodaření
Údaje z OPRL, jako je např. kategorizace lesů, jejich ohrožení a další.
Hospodářské cíle vlastníka
Rámcové směrnice hospodaření, doporučení pro hospodaření
Výše a zdůvodnění závazných opatření
Závěrečné tabulky souhrnných údajů podle přílohy č. 1 vyhlášky č. 84/96 Sb. Min. zemědělství ČR:
- Základní údaje podle kategorie lesa
- Základní údaje podle kategorie lesa a věkový stupeň
- Porostní plocha podle dřevin a věkový stupeň
- Základní údaje dle kategorie lesa a obmýtí
- Základní údaje podle hospodářský způsob, kategorie lesa a tvar lesa
- Závěrečné tabulky souhrnných údajů LHP a LHO

Technickou zprávu s údaji o metodice
Přílohy, zejména kopie protokolů, rozhodnutí a zápisů.

### Hospodářská kniha
Je soubor tabulek popisujících jednotlivé lesní porosty. Popis každého porostu má dvě části. Levá část obsahuje údaje o stavu lesa, pravá pak návrh hospodářských opatření.

#### Údaje o stavu lesa
- porosty uvádí příslušná přírodní lesní oblast, kategorie lesa, pásmo ohrožení lesa

imisemi, pokud jsou tyto údaje pro více jednotek prostorového rozdělení lesa
totožné , lze je uvést pouze pro nejvyšší společnou jednotku,
- porostní skupinu uvádí její plocha nebo výměra a lesní typ,
- etáže uvádí plocha etáže, hospodářský soubor, věk a zakmenění,
- dřeviny uvádí jejich taxační veličiny, kterými jsou zastoupení, střední výšky,

střední tloušťky, bonity, zásoby a genetická klasifikace u porostů uznaných a u
porostů geneticky nevhodných.
Dále
- plocha
- výměra
- věk porostu
- věkový stupeň
- věková třída
- zakmenění
- zastoupení dřevin
- střední porostní výška
- střední porostní tloušťka
- bonita
- porostní zásoby

#### Návrh hospodářských opatření
- Výše a umístění mýtních těžeb
- minimální podíl melioračních a zpevňujících dřevin MZD
- plochu naléhavých a opakovaných výchovných zásahů v porostech do 40 let ne jen do 40 let.

#### Doporučené údaje plánu
- plocha a výše výchovných těžeb, plocha prořezávek a potřeba zalesnění
- v případě lesů zvláštního určení účelová opatření

### Lesnické mapy
Podkladem pro lesnické mapy je buď mapa katastrální nebo základní mapa ČR v měřítku 1:5000. Použitým souřadnicovým systémem je S-JTSK.
Prostorové rozdělení lesa se zakresluje s přesností 0,0004 x M (m), kde M je měřítko mapy.
Mezi lesnické mapy patří
- obrysová
- porostní Archivováno 11. 3. 2007 na Wayback Machine.
- typologická
- těžební nebo těžebně technologická, které se vyhotovují zpravidla v měřítku 1: 10 000 nebo větším
- ostatní účelové lesnické mapy, např. organizační, dopravní, mapa dlouhodobých opatření ochrany lesa, atd.

Povinnou náležitostí plánu je lesnická mapa v měřítku alespoň 1: 10 000, zahrnující
všechny vylišené jednotky prostorového rozdělení lesa, pro které je provedeno zjištění stavu
lesa.

#### Rozdělení lesa
Veškerá porostní půda na celku musí být zařazena do jednotek prostorového rozdělení lesa, bezlesí a jiné pozemky jsou v plánech označeny samostatnými číselnými řadami.
Jednotkami prostorového rozdělení lesa jsou: oddělení, dílec, porost, porostní skupina a
etáž, přičemž porost je základní jednotkou tohoto rozdělení, která musí být vždy
vylišena.
Oddělení jsou nejvyššími jednotkami prostorového rozdělení lesa. Jejich výměra
nepřesahuje 150 ha a označují se arabskými čísly.
Dílce se vytvářejí na základě podobnosti přírodních a hospodářských podmínek s cílem
postupného dosažení jednotného způsobu hospodaření. Výměra dílce nepřesahuje 30 ha.
Dílce e označují velkými písmeny.
Porosty se vymezují jako plošně souvislé části lesa, odlišující se od sebe druhovou, věkovou či prostorovou skladbou, kategorií lesů nebo vyžadující odlišné hospodaření.
Výměra porostů neklesá pod 0,20 ha, nejedná-li se o les ve vlastnictví různých subjektů.
Porosty se označují malými písmeny.
Porostní skupiny se vylišují pro části porostů, u nichž se v důsledku vývoje mění
hranice a pro plošně málo významné části lesa nevylišené jako porost.
Etáže se vylišují k vyjádření vertikálního členění porostů a porostních skupin,
významného pro zjištění stavu lesa a pro plán hospodářských opatření. Jako skupiny nebo
etáže se vylišují části lesa o výměře nad 0,04 ha.

## Závazná ustanovení LHP
Mezi závazná ustanovení LHP patří
- Maximální výše těžeb
- Minimální podíl MZD
- Minimální plošný rozsah výchovných zásahů v porostech do 40 let věku (pouze u státních či obecních lesů)

### Maximální výše těžby mýtní
Výše mýtní těžby se pro kategorii lesů hospodářských (lesy hospodářské) a lesů zvláštního určení (lesy zvláštního určení) (kromě lesů prvních zón NP a CHKO, NPR a PR, kde je maximální výše těžeb určená v plánu péče) je stanovena podle ukazatelů těžební procento a normální paseka. Hodnota se vyjadřuje v m3 hroubí bez kůry.
Při výměře lesů hospodářských a lesů zvláštního určení na zařizované jednotce menší než 50 ha se mýtní těžba stanoví v souladu s rámcovými směrnicemi hospodaření dle potřeb a možností porostů.
Při výměře lesů nad 50 ha se nesmí výše těžby lišit o více než 10 % od ukazatele těžební procento. Při výměře větší, než 500 ha, se výše těžby nesmí lišit o více než 20 % od ukazatele normální paseka.

### Maximální výše těžby předmýtní
Celková výše těžby předmýtní se stanoví jako součet předmýtných těžeb v jednotlivých porostech. Těžbu předmýtní lze zvýšit o očekávaný podíl těžby nahodilé, maximálně o 20%. V lesích ochranných se výše těžby stanoví jako součet těžeb umístěných v jednotlivých porostech tak, aby bylo zajištěno trvalé plnění všech funkcí.
Pro lesy obhospodařované výběrným způsobem se ukazatel celkové výše těžeb stanoví podle celkového běžného přírůstu (přírůst).

### Minimální podíl melioračních a zpevňujících dřevin (MZD) při obnově porostu
Při stanovení podílu MZD se vychází z ustanovení dle vyhl. MZe ČR č. 83/96 Sb.
a 82/96 Sb., porostního typu, aktuálního stavu porostní skupiny (etáže), fázi rozpracovanosti obnovy a k již přítomnému zastoupení MZD v obnovených částech porostu.
Pro holiny vzniklé v důsledku nahodilých těžeb, které svou velikostí překračují plochu seče doporučenou rámcovými směrnicemi pro příslušný HS je v rámcových směrnicích stanoven podíl MZD přiměřeně snížený. Plochy menší než 0,08 ha vzniklé z nahodilých těžeb, pokud neodpovídají systému obnovy podle rámcových směrnic hospodaření, se při stanovení podílu MZD neuvažují.

### Minimální plošný rozsah výchovných zásahů v porostech do 40 let věku
Minimální rozsah výchovy je součtem ploch porostních skupin do 40 let věku, ve kterých byly při zpracování plánu umístěny naléhavé a opakované výchovné zásahy. Za naléhavé se považují výchovné zásahy, které jsou neodkladné z důvodů zvýšení odolnosti porostů a úpravy jejich druhové skladby.